# マックスウェル・ホルト
マックスウェル・ホルト（Maxwell Holt、1987年3月12日 - ）は、アメリカ合衆国の男子バレーボール選手。アメリカ代表。

## 来歴

### クラブチーム
シンシナティ出身。2009年にペンシルベニア州立大学を卒業。同年、イタリアセリエA1のVerona Volleyへ入団し、プロとしてのキャリアをスタートさせる。翌年にVolley Piacenzaへ移籍すると3年間在籍。2010/11シーズンはベストミドルブロッカー賞を受賞した。2012/13シーズンはリーグ3位、イタリアカップで5位となった。2013年、ロシアリーグのVCディナモ・モスクワへ移籍。2014/15シーズンはロシアリーグで3位、CEVカップで優勝を果たした。2015/16シーズンはリーグで準優勝だった。2016年、イタリアセリエA1のModena Volleyへ移籍した。2016/17シーズンはリーグで4位、欧州チャンピオンズリーグで5位となった。2017/18シーズンはイタリアカップとリーグで3位となった。2018/19シーズンはイタリアスーパーカップで優勝、リーグでは4位となった。2020-21シーズンはVolley Milanoでプレーした。2021年、Gas Sales Bluenergy Piacenzaへ移籍した。

### 代表チーム
アンダーカテゴリーの代表として2007年、U-21世界選手権に出場した。2010年、シニアのアメリカ代表に初選出され、同年のワールドリーグでデビューした。2013年の北中米選手権で優勝し、同年11月のグラチャンに出場し、大会のベストミドルブロッカー賞を受賞した。2014年のワールドリーグでは金メダルを獲得した。2015年、日本で開催されたワールドカップで金メダルを獲得した。2016年、リオデジャネイロ五輪では銅メダルを獲得し自身もベストアウトサイドヒッター賞を受賞した。2018年、イタリアで開催された世界選手権では銅メダルを獲得した。2019年、ワールドカップで銅メダルを獲得し、自身もベストミドルブロッカー賞を受賞した。2021年、東京2020オリンピックに出場した。

## 球歴
- オリンピック - 2016年、2021年、2024年
- 世界選手権 - 2010年、2014年、2018年
- ワールドカップ - 2011年、2015年、2019年
- グラチャン - 2013年、2017年
- ワールドリーグ - 2010年、2011年、2012年、2013年、2014年、2015年、2016年
- ネーションズリーグ - 2018年、2019年、2021年

## 受賞歴
- 2011年 - 2010/11イタリアセリエA1 ベストミドルブロッカー賞
- 2013年 - グラチャン ベストミドルブロッカー賞
- 2015年 - ワールドリーグ ベストミドルブロッカー賞
- 2019年 - ネーションズリーグ ベストミドルブロッカー賞
- 2019年 - ワールドカップ ベストミドルブロッカー賞

## 所属クラブ
- ペンシルベニア州立大学
- Verona Volley（2009-2010年）
- Volley Piacenza（2010-2013年）
- VCディナモ・モスクワ（2013-2016年）
- Modena Volley（2016-2020年）
- Volley Milano（2020-2021年）
- Gas Sales Bluenergy Piacenza（2021-）